# Rex Whistler
Rex Whistler   (Eltham, 24 de juny de 1905 - Caen, 18 de juliol de 1944) va ser un artista britànic que va pintar murals i retrats i va dissenyar vestuari teatral. Va morir en acció a Normandia durant la Segona Guerra Mundial. Whistler era germà del poeta i artista Laurence Whistler.

## Biografia
Reginald John Whistler va néixer a la Gran Bretanya el 24 de juny de 1905, a Eltham, Kent (ara part del districte de Greenwich, fill de l'arquitecte i agent immobiliari Henry Whistler i Helen Frances Mary, filla del reverend Charles Slegg Ward, vicari de Wootton St Lawrence, i a través de la seva mare descendent de l'orfebre i argenter Paul Storr.

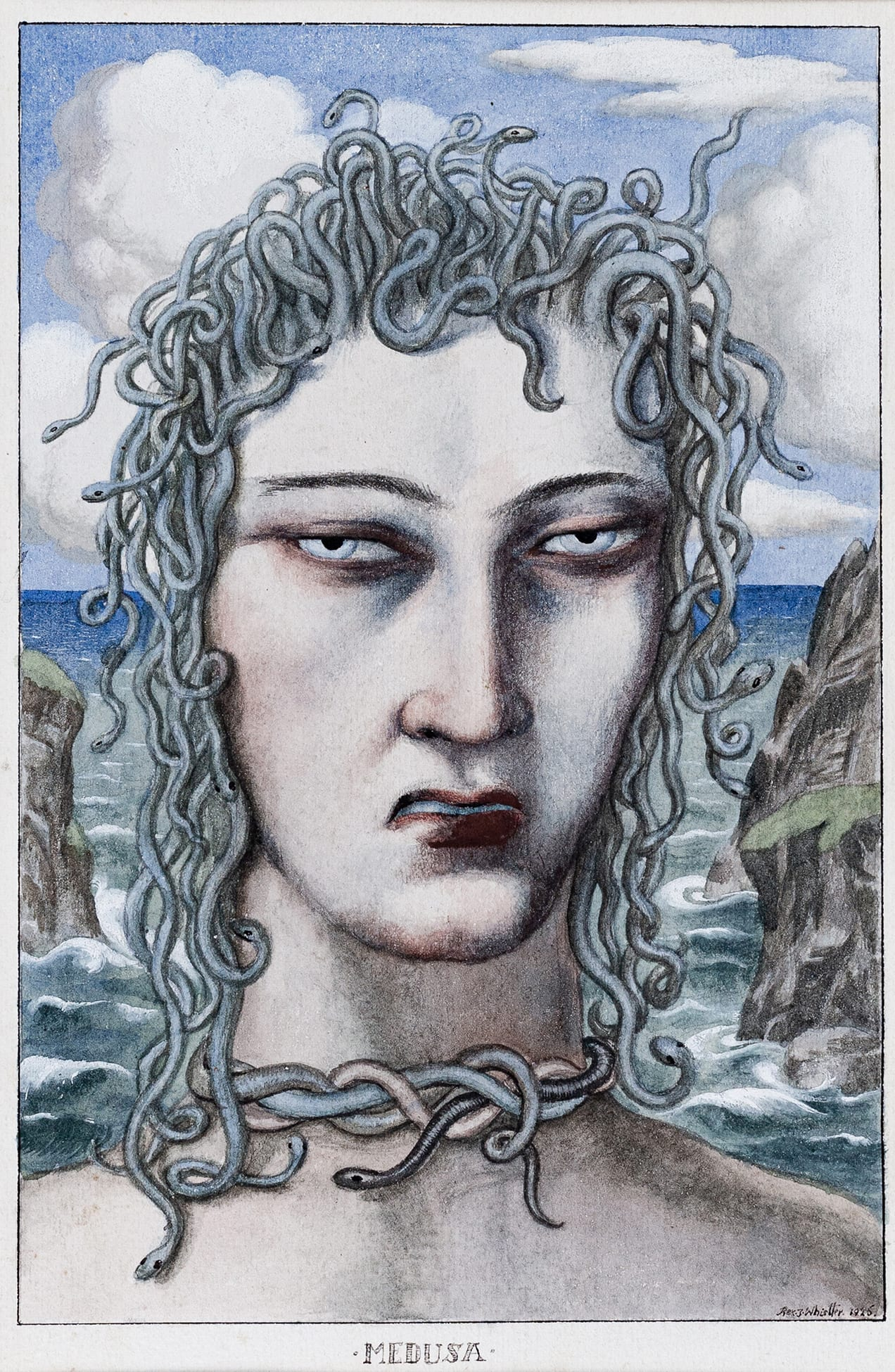
Medusa (1926), tinta i aquarel·la

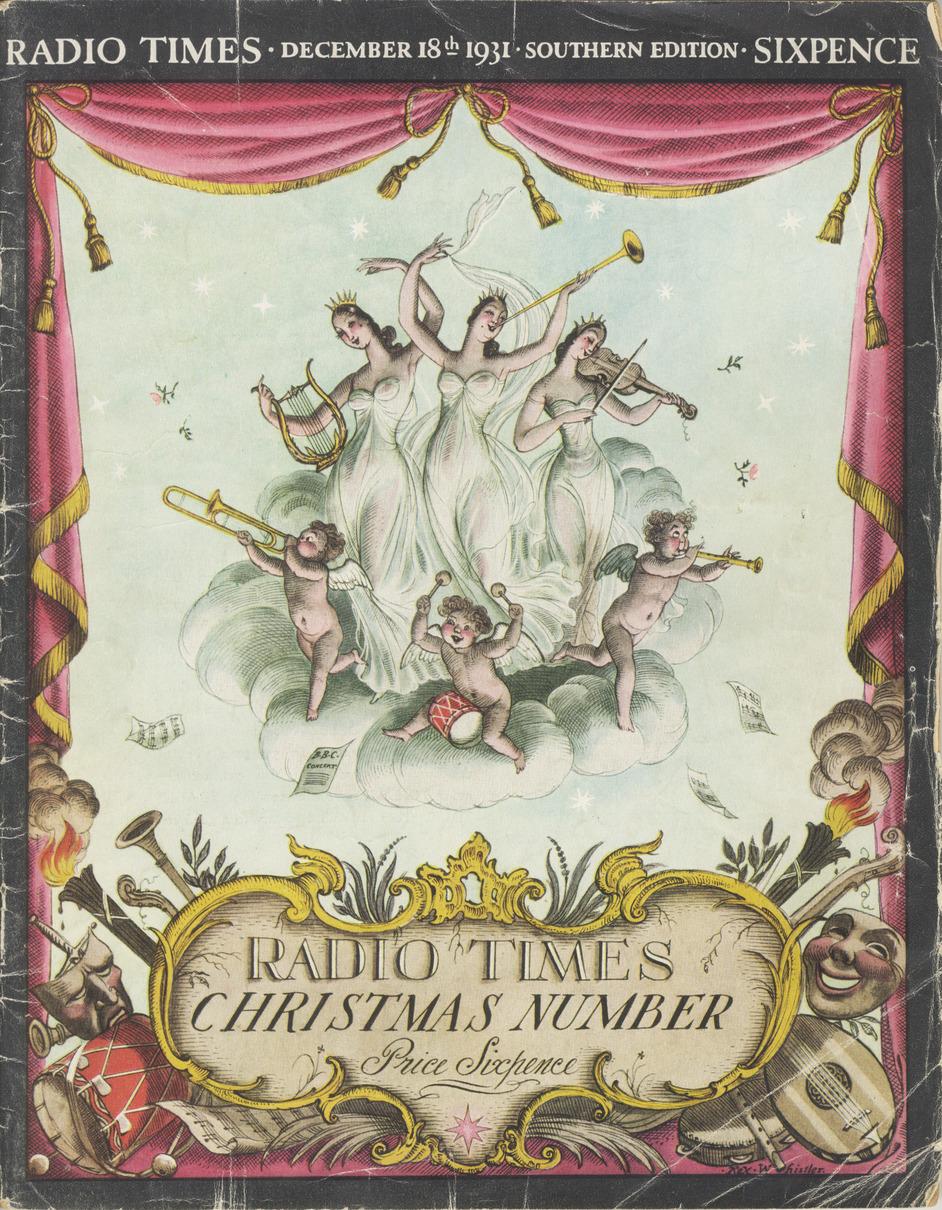
Portada de l'edició de Nadal de 1931 de Radio Times

La seva obra més coneguda durant la primera part de la seva carrera va ser The Expedition in Pursuit of Rare Meats, a la Tate Gallery, acabada el 1927 quan només tenia 22 anys. Va rebre l'encàrrec de produir pòsters i il·lustracions per a la Royal Dutch Shell i Radio Times. També va crear dissenys per a la porcellana de Wedgwood basats en dibuixos que va fer del poble de Clovelly de Devon, i vestits "després de Hogarth" per a la producció d'estrena del ballet The Wise Virgins de William Walton, produït per la Sadler's Wells Company el 1940.
L'elegància i l'enginy de Whistler van assegurar el seu èxit com a retratista entre la moda; va pintar molts membres de la societat londinenca, entre ells Edith Sitwell, Cecil Beaton i altres membres del conjunt al qual pertanyia que es va conèixer com els "Bright Young Things". Els seus murals per al pis de luxe de 30 habitacions d'Edwina Mountbatten a Brook House, Park Lane, Londres van ser instal·lats més tard pel gendre dels Mountbatten, el decorador David Hicks, a les seves pròpies cases.

## Segona Guerra Mundial

Autoretrat amb uniforme dels guàrdies gal·lesos (1940)

Quan va esclatar la guerra, tot i que tenia 35 anys, Whistler estava ansiós per unir-se a l'exèrcit. Va ser enviat a la Guàrdia gal·lesa com a segon tinent el juny de 1940. Va servir a la divisió blindada de la Guàrdia gal·lesa.
Durant la guerra va ser l'oficial de sepultura del seu regiment, i els seus soldats van començar a desconfiar una mica de les 20 creus que portava al seu tanc. Va decidir que només perquè estigués en guerra no volia dir que no pogués pintar i, per tant, també duia una galleda penjada al costat del dipòsit per als seus pinzells.
Es diu que Whistler va predir la seva pròpia mort. Pocs dies abans de morir, va comentar a un amic que volia ser enterrat on caigués, no en un cementiri militar. La nit abans de la seva mort, un altre oficial anomenat Francis Portal es va acostar a ell i van parlar una estona. Abans de separar-se, Portal va comentar: "Així que probablement ens veurem demà al vespre". Amb nostalgia, Whistler va respondre: "Espero que sí". Va morir el 18 de juliol de 1944, després d'haver deixat el seu tanc per anar en ajuda d'altres homes de la seva unitat, morts per una bomba de morter. El seu cos es troba ara a la secció III, fila F, tomba 22 del cementiri de Guerra de Banneville-la-Campagne, situat a 10 quilòmetres a l'est de Caen. Segons s'informa, el diari The Times va rebre més cartes sobre la mort de Whistler que per a qualsevol altra víctima de la guerra.

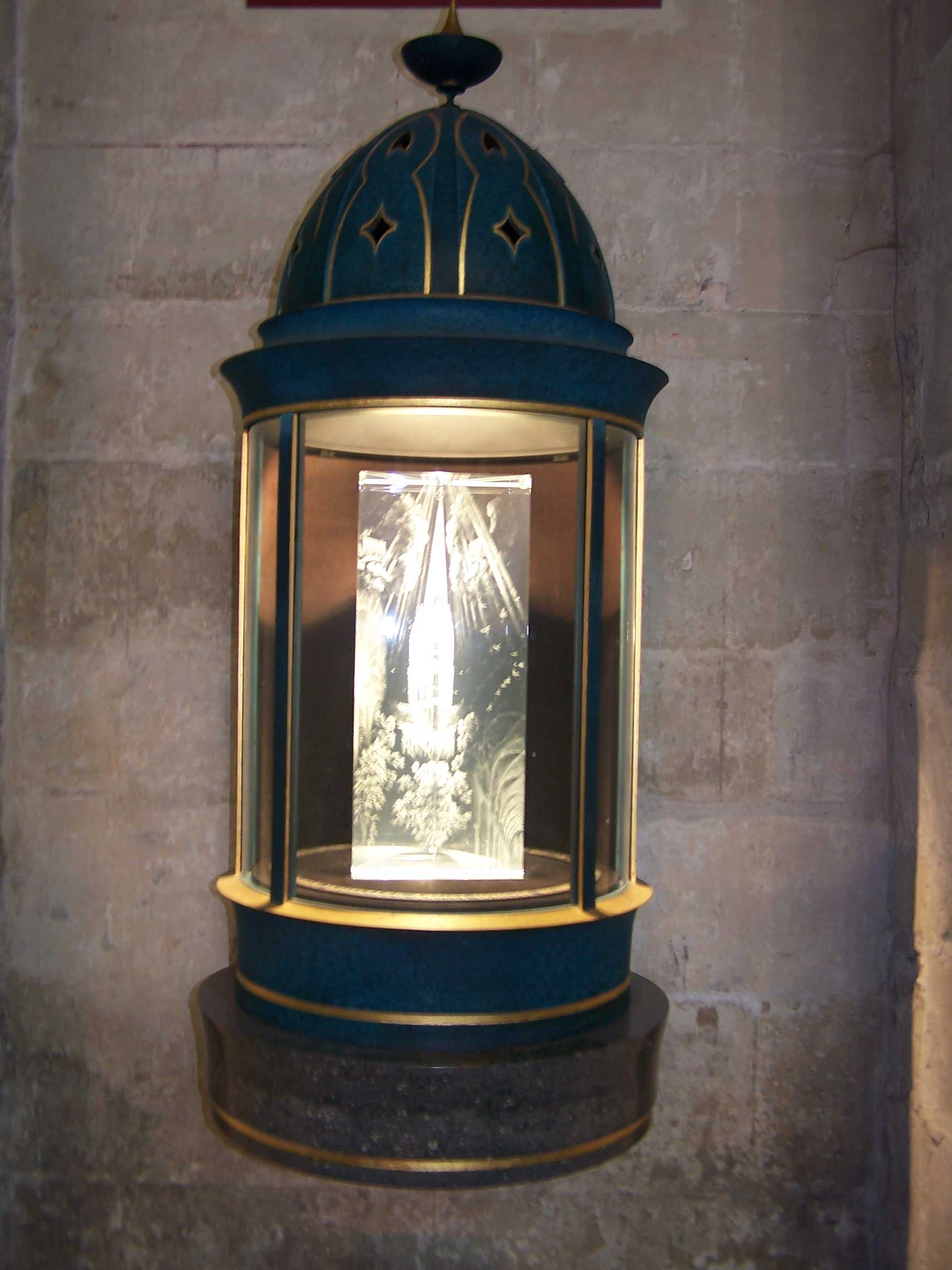
El prisma Rex a la catedral de Salisbury

En la Capella del Matí de la catedral de Salisbury es va col·locar un got commemoratiu gravat pel seu germà, Laurence Whistler (el prisma rex). Laurence també va escriure una biografia del seu germà, The Lagther and the Urn (1985).
La mort de Whistler s'esmenta en una carta a Alec Guinness a "Sir John Gielgud A Life in Letters", editada per Richard Mangan (Arcade Publishing 2004), p.75. Gielgud observa que "la mort de Whistler és una gran tragèdia" afegint que "volia demostrar que "els artistes poden ser durs" i, per desgràcia, ho ha fet, però el món és molt més pobre pel seu sacrifici".

## Arxiu
El 2013, el Museu Salisbury i South Wiltshire van adquirir un arxiu, compilat per Laurence Whistler després de la mort de Rex, compost per milers de dibuixos, il·lustracions de llibres, dissenys d'escenari i murals i altres materials de Whistler. El museu va muntar una exposició basada en aquest material l'estiu de 2013.

## Obres
- An Anthology of Mine (publicada pòstumament), Londres: Hamish Hamilton (1981)
- Self-Portrait in Welsh Guards Uniform, oli sobre tela (maig 1940)
- OHO!, dibuix reversible amb text de Laurence Whistler. Londres: John Lane, The Bodley Head (1946)
- "Capriccio" en el menjador de Plas Newydd la històrica llar del marquès d'Anglesey en el nord de Gal·les ara part del National Trust (1938)
- The_Expedition_in_Pursuit_of_Rare_Meats, mural. Londres: Tate Britain (encarregat 1927). El mural ara és controvertit degut a la seva representació de l'esclavitud i de figures xineses estereotipades.[11]
- Ave Silvae Dornii, Dorneywood House, Buckinghamshire, ara part del National Trust. Aquesta gran pintura (198.1 x 205.7cm) està posicionada per fer l'efecte que està mirant directament a través de la casa en el jardí quan s'entra per la porta principal. Va ser encarregat pel 1er Baró Courtauld-Thomson (1928).[12]